# 貝島太市
貝島 太市（かいじま たいち、1881年11月3日 - 1966年8月28日）は、日本の実業家。貝島炭礦社長。

## 経歴
貝島炭礦の創始者である貝島太助の四男として、福岡県遠賀郡に生まれる。1895年、福岡県立尋常中学修猷館に入学、在学中の1898年、貝島鉱業合名会社を、社長・貝島太助、社員・貝島六太郎（太助の次弟）、貝島嘉蔵（太助の三弟）、貝島太市の4名で設立する。1901年、東京高等商業学校（現・一橋大学）を目指すため、修猷館を退学して東京商工中学校へ入学し、1902年、東京高等商業学校に進学する。在学中の1904年、旧長州藩士鮎川弥八の三女で鮎川義介（日産コンツェルン創始者）の妹であるフジと結婚する。
1905年、東京高等商業学校を卒業し、三井物産株式会社に入社して神戸支店に勤務するが、1907年、兄貝島健次とともに米国へ留学して経営学を学び、帰国後の1910年、貝島鉱業の総務長に就任する。1915年、長年にわたり貝島家顧問として太市を支援した井上馨が死去、翌1916年には、父太助が死去する。1919年、貝島商業株式会社を創立し社長に就任する。
1925年、九州における石炭の販売カルテルである甲子会を設立し、三井、三菱、古河、安川、貝島の五社協定を締結し、翌1926年、麻生もこれに入会させる。1929年、日本工業倶楽部評議員に就任。1931年、貝島鉱業取締役社長に就任し、商業、鉱業、大辻岩屋炭礦三社を合併して、貝島炭礦株式会社を設立し社長に就任する。その後、1938年、筑豊石炭鉱業会会長、1947年、日本石炭鉱業会会長を歴任する。

## 栄典
- 1928年（昭和3年）11月10日 - 勲三等瑞宝章[1]